# Parasmittina crosslandi
Parasmittina crosslandi är en mossdjursart som först beskrevs av Roxanne Irene Hastings 1930.  Parasmittina crosslandi ingår i släktet Parasmittina och familjen Smittinidae.
Artens utbredningsområde är Mexikanska golfen. Utöver nominatformen finns också underarten P. c. serrata.